# Turdoides plebejus
El turdoide pardo (Turdoides plebejus) es una especie de ave paseriforme de la familia Leiothrichidae propia de África occidental y central.

## Taxonomía
El turdoide pardo fue descrito científicamente en 1828, por el naturalista alemán Philipp Jakob Cretzschmar, a partir de un espécimen recolectado en la provincia de Kordofán de Sudán. Originalmente lo situó en el género de bulbules Ixos. Anteriormente se clasificó en la familia Timaliidae, hasta que esta fue dividida a causa de los estudios genéticos, con lo que su género fue reubicado en la familia Leiothrichidae. La especie está próximamente emparentada con el turdoide cabeciblanco, con el que forma una superespecie, y también con el  turdoide de Jardine.
Se reconocen tres subespecies: la subespecie nominal, platycirca y cincera. Se describió una cuarta, uamensis, que ahora se considera incluida en cincera.

## Descripción

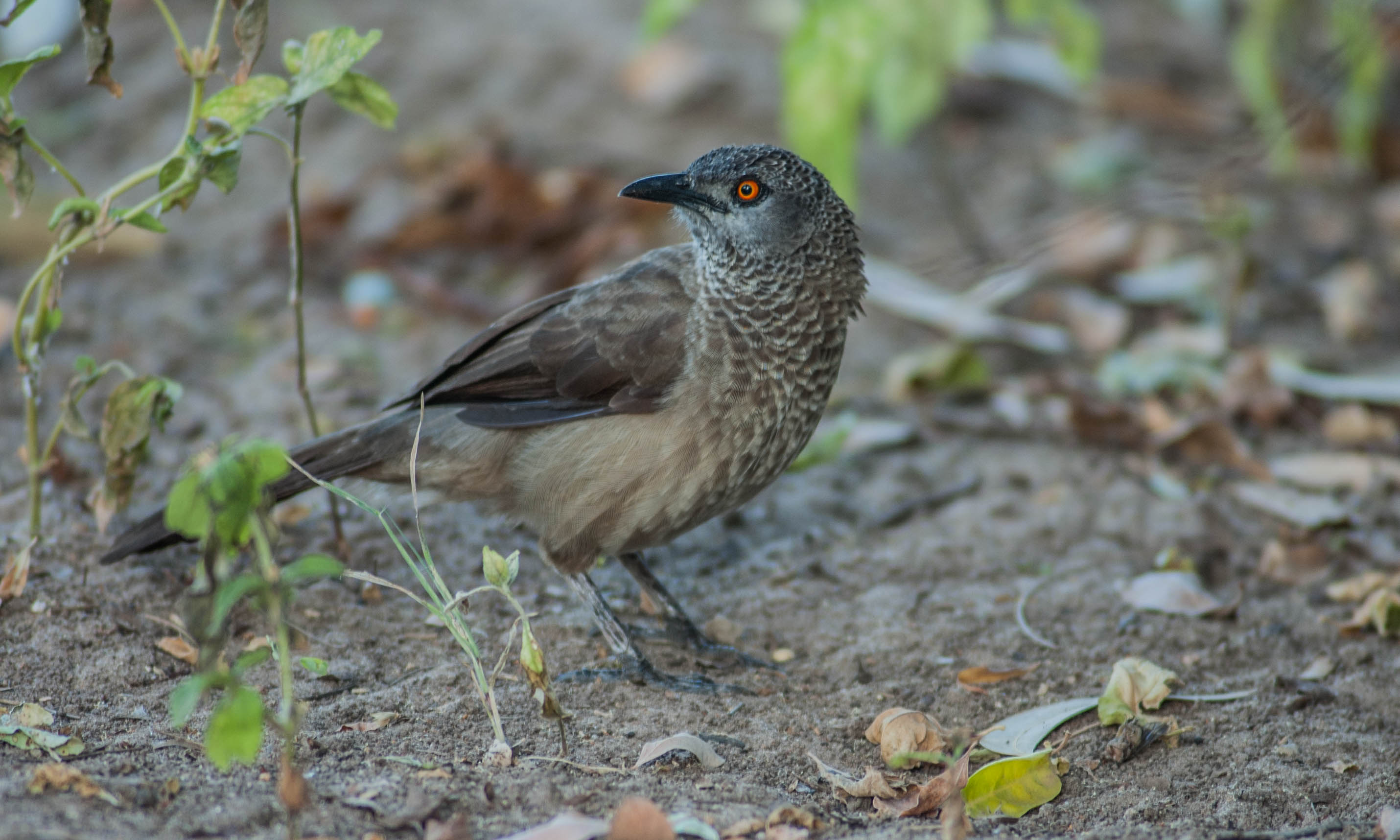
Turdoide pardo en Gambia.

El turdoide pardo es un miembro de tamaño medio en su género, que mide entre 22–25 cm de largo y pesa entre 52–80 g. Su plumaje es pardo grisáceo, con motas blancas en la garganta y el pecho, y aspecto escamado en la cabeza, producto de que las plumas de la zona tienen los bordes blanquecinos. Sus alas son de color castaño. Su pico es negro y sus patas son negruzcas. El iris de sus ojos tiene un aro interior amarillo y otro exterior rojo. Ambos sexos son similares, y los juveniles tienen un plumaje más uniforme y los ojos marrones.

## Distribución y hábitat
El turdoide pardo habita en una amplia franja del Sahel, la región entre el desierto del Sahara y las selvas tropicales africanas, que se extiende desde el sur de Mauritania, Senegal y Gambia hasta Sudán del Sur, Uganda y el oeste de Kenia. La especie vive en la sabana abierta, y otros herbazales arbolados, hábitat palustres de regiones áridas, zonas de cultivo, parques y jardines de zonas urbanas. La especie es abundante en su área de distribución y puede vivir en lugares modificados por el hombre, por lo que no está amenazada de extinción.

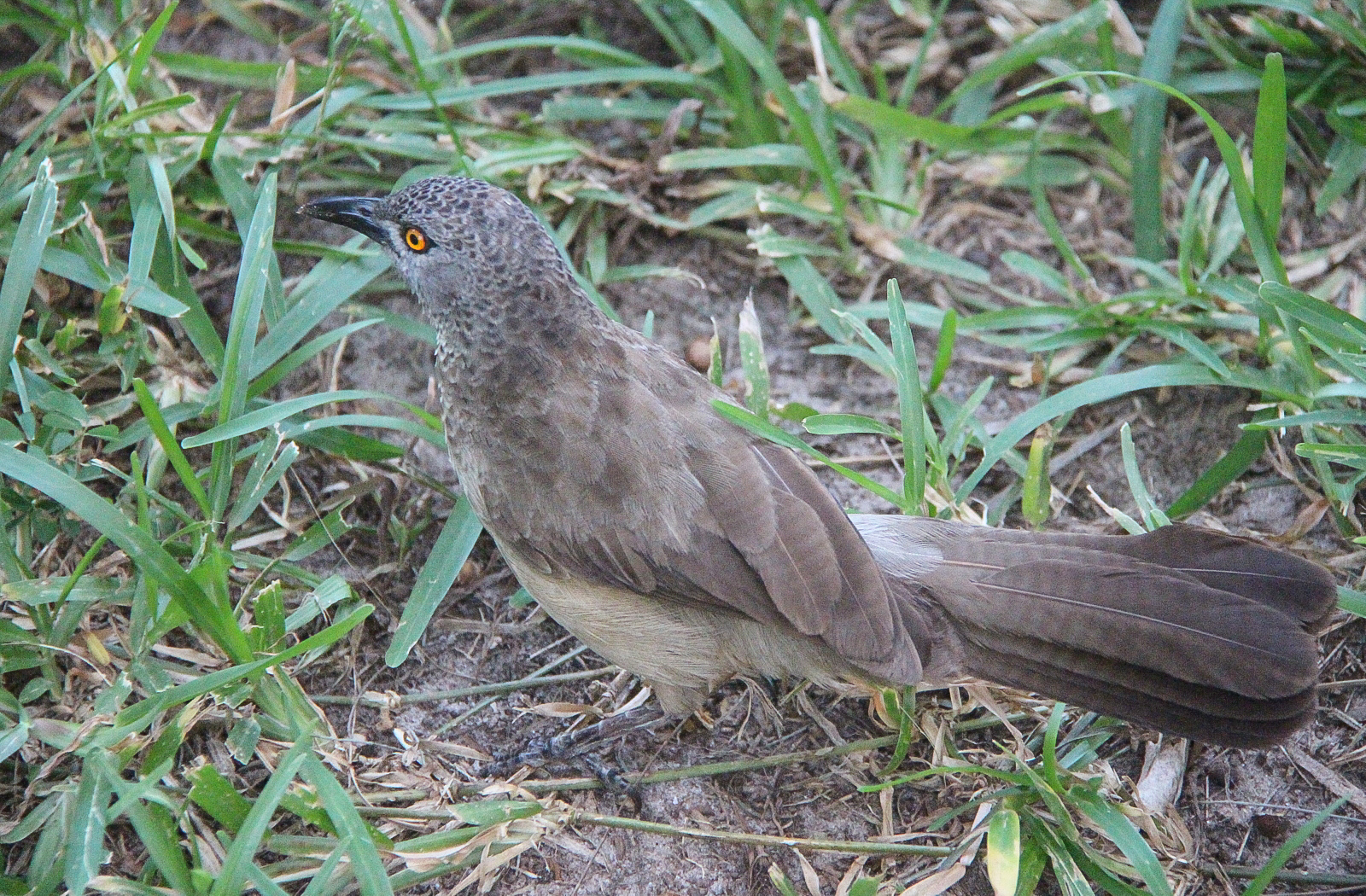
Suele alimentarse en el suelo.

El turdoide pardo es principalmente un ave sedentaria, aunque realiza algunos desplazamientos estacionales según las condiciones locales, especialmente en relación con las lluvias estacionales. En el interior de Burkina Faso se observa con más frecuencia durante la estación de lluvias, y también se ha observado que aparece y casi desaparece por completo de la región ugandesa de Kampala por el mismo motivo.

## Comportamiento

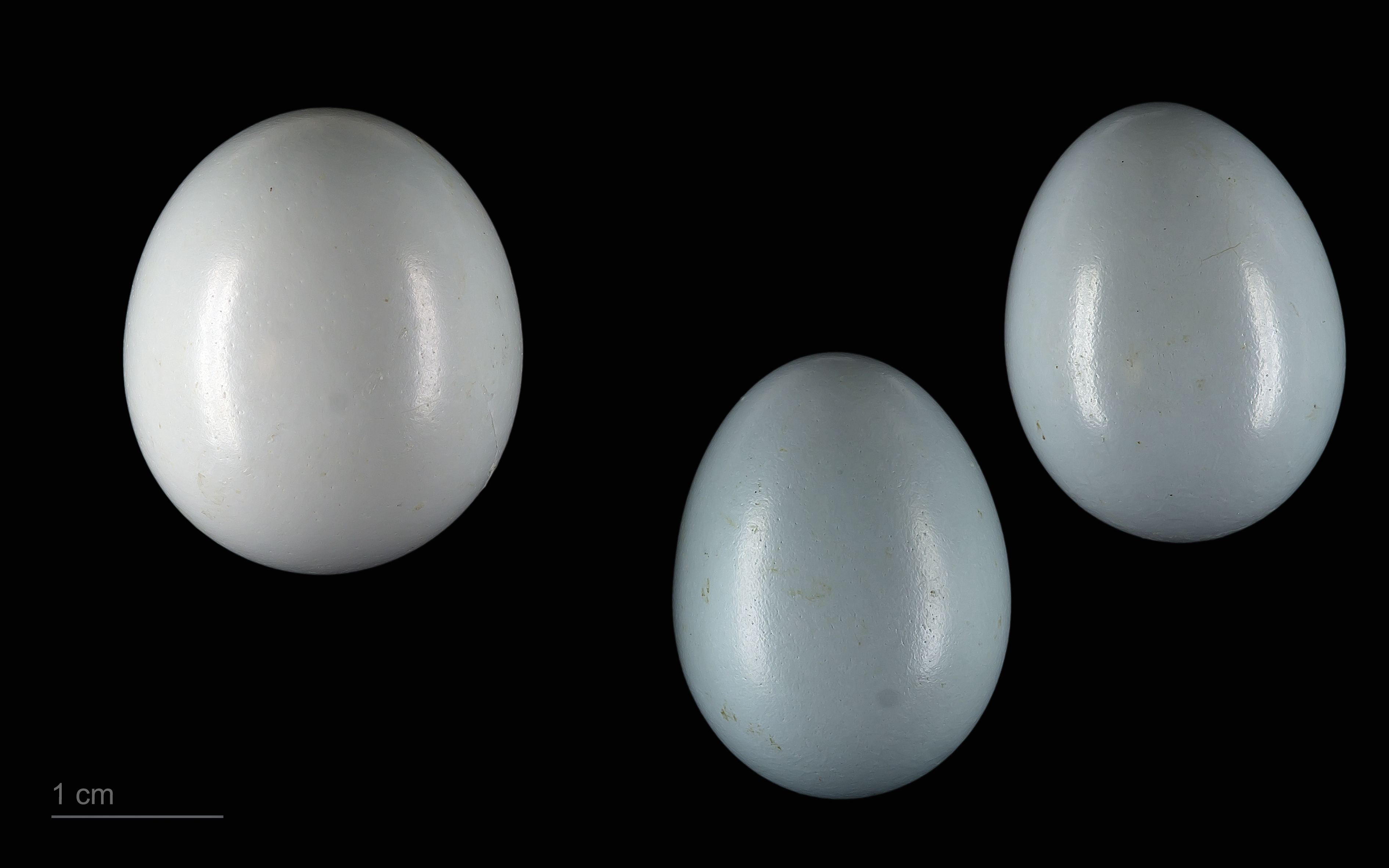
Clamator levaillantii en un nido de Turdoide plebejus - MHNT

El turdoide pardo se alimenta de una gran variedad de insectos, como hormigas, escarabajos, termitas, mantis, además de otros invertebrados y frutos. Además también es un carroñero oportunista. Normalmente busca alimenta en el suelo, en grupos familiares de hasta 14 individuos.